# Tanc Excelsior
El Tank, Heavy Assault, A33 (Excelsior) va ser un tanc pesat anglès experimental, basat en el Tanc Cromwell (A27), dissenyat i desenvolupat durant la Segona Guerra Mundial, per intentar substituir els Tanc Churchill.

## Desenvolupament
Després de la batalla de Dieppe, en agost de 1942, es va veure que els tancs Churchill eren tancs pesats, lents i bastant inútils, ja que estaven dissenyats per a donar suport a la infanteria, i per això, la producció de Churchills es va parar en 1943, i en comptes fabricar més A27 (Cromwell), el qual estava donant molt bons resultats en les seves proves.
Va haver un temps en el que dues línies de tancs seguien en servei, es va començar a veure una nova línia que ajuntava les característiques dels tancs de creuer i els de suport de la infanteria, i es va dissenyar un nou cos per a un vehicle amb aquestes capacitats, per poder aconseguir diverses variants. Durant el temps que s'estava dissenyant això, es van començar nous dissenyats amb el cos dels tancs A27, per reemplaçar el tanc Churchill com a tanc de suport de la infanteria.
Rolls-Royce va proposar un A27 (Cromwell) amb blindatge extra, i es va fer un nou disseny del A27 amb nova suspensió i un blindatge equivalent al Churchill. English Electric va proposar utilitzar el cos i torreta del A27 amb blindatge extra i les erugues i suspensió del Tanc M6 pesat de 50 tones dels Estats Units d'Amèrica que va ser desenvolupada per tant britànics com americans va ser utilitzada.
English Electric va construir dos prototips basats en els Tanc Cromwell. El primer prototip va utilitzar el cos del Tanc Cromwell i la suspensió del tanc M6 americà en 1943, junt amb un canó de 6-pounder. El segon prototip va ser construït amb unes erugues de Cromwell més amples, i diferents tipus de capes de blindatge. Aquest disseny estava més blindat i anava armat amb un canó Ordnance QF 75 mm. Quan es van solucionar els problemes dels primers Churchills es van solucionar, el A33 no era necessari, i el projecte va ser cancel·lat.

## Supervivents
La segona versió del vehicle està exposada al Museu de tancs de Bovington, al Regne Unit.

### Tancs de similar capacitats I característiques
- Tanc Churchill – Era un tanc pesat anglès que va entrar en servei en 1941
- Tanc T14 – Era un prototip angloamericà d'un altre tanc d'assalt pesat, amb especificacions molt similars a les del Excelsior.
- Tanc M6 –Era un prototip de tanc pesat americà, va entrar en proves, però mai va entrar en combat.
- KV-1 –Tanc pesat soviètic, àmpliament utilitzat per l'exèrcit roig durant la Segona Guerra Mundial. Va entrar en servei en 1939.